# Katyana De Campos
 (mai 2014).
Si vous disposez d'ouvrages ou d'articles de référence ou si vous connaissez des sites web de qualité traitant du thème abordé ici, merci de compléter l'article en donnant les références utiles à sa vérifiabilité et en les liant à la section « Notes et références ».
Katyana De Campos est un mannequin français née le 24 novembre 1979 à Dakar.

## Biographie
Katyana De Campos a commencé sa carrière de mannequin à l'adolescence. Elle fait une première séance photo en 1997 pour le magazine ELLE, ce qui lui donnera le goût de continuer sur cette voie.
Son premier rôle en 2004 dans le clip vidéo Un Gaou à Oran interprété par Magic System ft. 113, donne un coup d'accélérateur à sa carrière.[réf. nécessaire]
Après une prise de poids voulue, Katyana De Campos devient mannequin grande taille ou plus couramment appelé « Taille plus ». Ses formes voluptueuses et proportionnées lui permettent de travailler dans plusieurs catégories, notamment en tant que modèle hip-hop. Elle paraît par la suite dans de nombreux clips vidéos, magazines, sites web, calendriers, flyers et pochettes d'album. 
Elle travaille aussi avec des photographes tels qu'Armen Djerrahian, Koria, Phoks ou Pascal Boissière.
En 2009, elle réalise un calendrier Katyana's World & Guest avec la collaboration de plusieurs artistes photographes, stylistes, danseurs et chanteurs tels que Mondotek, Jean-Luc Guizonne, DOC du groupe les 2 Bal 2 neg, Kaysha, Ben-J du groupe Neg' Marrons et d'autres artistes, pour lutter contre la pauvreté et le SIDA en France.
Katyana De Campos réside à Los Angeles (Californie) depuis 2010 et se consacre à sa vie privée.  
En 2014, elle annonce officiellement son départ en tant que modèle hip-hop, mais continue à travailler pour quelques sociétés en tant que mannequin « Beauté » (cosmétiques).

## Filmographie
Quelques rôles et apparitions

### Cinéma
- Gomez et Tavares, réalisé par Gilles Paquet-Brenner
- Dans tes rêves, réalisé par Denis Thybaud avec Oxmo Puccino

### Clips video
- BOB ft Victoria Monet "Lean on me" Main video girl
- Rakaille 4, réalisé par Beka avec Alpha 5.20
- Quand je vois le soleil, réalisé par Jacques Cortal
- Life 2 live par Matchstick ft K-Reen
- Laches le micro par 13Or
- A la Folie par Warren
- La rue c'est bang bang par Dontcha
- Sexy wow par Lord Kossity
- Un gaou à Oran par 113 ft. Magic System
- 2 Shot 4 my people par Kool Shen
- Je chante la musique reggae par Pablo